# Remikiren
Remikiren egy  renin antagonista gyógyszer, melyet magas vérnyomás kezelésére használnak.

## Története
A Hoffmann–La Roche fejlesztette ki 1996-ban. A remikiren jelenleg klinikai vizsgálati stádiumban van.